# 信頼性
信頼性（しんらいせい、 英: reliability）は、JIS-Z8115:2000『信頼性用語 (Glossary of Terms Used in Reliablity)』 において、「アイテムが与えられた条件で規定の期間中、要求された機能を果たすことができる性質」と定義される。「一定の条件下で、安定して期待される役割を果たすことのできる能力」と定義されることもある。
同様に信頼度についても定義されており、そちらは「アイテムが与えられた期間与えられた条件下で機能を発揮する確率」とある。
JISにおいては定量的な「信頼度」と定性的な「信頼性」という二つの用語を使い分けされているが、NASAの定義 (SSP 30000 S.9) では、
Reliability: A characteristic of a system or an element thereof expressed as a probability that it will perform its required function under condition at designated times for specified operating periods. 
とあり、ひとくくりにされている。

## 概要
簡単に言えば、システムなどの障害や不具合の発生しにくさ、商品やサービスの提供が確実になされている度合いをいう。
信頼性を計る指標や関連する性質として次のものが挙げられる。
- 故障率
- 平均故障間隔および平均寿命（MTTF（ドイツ語版））
- 平均修復時間
- 可用性、稼働率
- 耐用寿命（英: Length of Operating Period[2], usefullife[1]）